# Техніка живопису
Техніка живопису — використання фарб, кольорів і барвників на поверхні.
Основними видами техніки живопису є:
- темпера, сполучна речовина — емульсія;
- емаль (не плутати з емаллю як тонким скловидним покриттям);
- гуаш;
- пастель;
- туш;
- живопис по штукатурці — фреска та а секко;
- гратаж;
- гризáйль;
- олія, на основі рослинних олій (лляної, горіхової);
- клеєві фарби;
- акварель;
- акрилові фарби;
- восковий живопис.